# Kenneth Money
Kenneth Eric Money (4. ledna 1935 – 6. března 2023) byl vědec a lékař z DRDC Toronto v Torontu. Vydal více než sto vědeckých článků a napsal šest různých témat do World Book Encyclopedia. Kromě toho se dostal i do výběru kanadských astronautů, ale nikdy do vesmíru neletěl.

## Vzdělání
Střední školu Money absolvoval v severním Torontu, následně přešel na Torontskou univerzitu, kde získal v roce 1958 bakalářský titul z fyziologie a chemie, magisterský titul z fyziologie v roce 1959 a roku 1961 doktorský titul z fyziologie.

## Vědecká kariéra
Moneyho příspěvky v oblasti vědy zahrnovaly zkoumání vnitřního ucha, nevolnosti, desorientace nebo biologické účinky kosmického letu na lidský organismus. Vynalezl také nový typ operace používaný dnes v Evropě a Severní Americe k léčbě určitého typu závratí. Působí na univerzitě v Torontu, kde přednáší fyziologii.

## Astronaut
Roku 1983 byl vybrán mezi kanadské astronauty. Oddíl opustil v roce 1992, do vesmíru nikdy neletěl. V roce 1992 působil jako náhradník Roberty Bondarové při misi STS-42. Při této misi působil i jako kontrolor operací laboratoře Spacelab.

## Ocenění
V roce 1994 mu generální guvernér Kanady udělil Kříž za zásluhy za jeho přínos vědě a technice.

## Zájmy a sportovní kariéra
Mezi Moneyho zájmy patřil badminton, lyžování, akrobatické létání, parašutismus, rybaření a čtení. V roce 1956 soutěžil na letních olympijských hrách v Melbourne, kde skončil na pátém místě ve skoku do výšky výkonem 203 centimetrů.